# Élias Gaucher
Jules-Eugène « Julien » Gauché dit Élias Gaucher, né à Attigny le 15 novembre 1854 et mort à Paris 14e le 19 août 1922, est un éditeur et imprimeur français d'ouvrages érotiques clandestins.

## Biographie
Gauché est un éditeur qui fut actif entre 1898 et 1922.
L'identité de cet éditeur-imprimeur est longtemps restée mystérieuse. Contrairement à ses prédécesseurs opérant dans les mêmes domaines — l'édition de curiosa — tels Auguste Brancart, Jules Gay, Auguste Poulet-Malassis, Henry Kistemaeckers ou ses contemporains qu'étaient Charles Carrington et Charles Hirsch, il ne possède aucune boutique et ne fait aucune publicité dans la presse.
La première mention de ses activités est rapportée dans l'ouvrage L'Enfer de la Bibliothèque nationale publié au Mercure de France en 1913 par Guillaume Apollinaire, Fernand Fleuret et Louis Perceau : son nom est indiqué sous la forme d'un cryptonyme [G...ch.], en lien avec l'ouvrage Odor di Femina en édition pirate. En 1978, dans Les Livres de l'Enfer de Pascal Pia, il est indiqué que cet « éditeur était un imprimeur travaillant sans patente, tantôt à Vanves, tantôt à Malakoff. Il s’appelait Gaucher et a imprimé la plupart des ouvrages portant la fausse indication de provenance :  "G.  Lebaucher, à Montréal".  Dans  la  page  de  titre, comme dans celle de bien d’autres livres édités par lui, il a utilisé comme fleuron une ancienne vignette de Gay et Doucé, de laquelle il a fait disparaître la devise "Gay et Doux c’est" ».
En 2004, l'historien Jacques Duprilot et le libraire parisien Jean-Pierre Dutel découvrent que l'individu exerce son métier à l'enseigne de l'Imprimerie artistique du commerce, sise au 11 rue Danicourt,  à Malakoff, offrant des prestations de « typographie, lithographie, et gravure ». Gaucher laissait ses ouvrages en dépôt chez des libraires-distributeurs. La plupart de ses éditions sont des contrefaçons d'éditions de Brancart ou de Hirsch, et Gaucher a lui-même souvent réédité ses propres ouvrages. 
Les récents travaux de chercheurs comme Peter Mendes, Colette Colligan, Cécile Loyen, Patrick J. Kearney, ont permis de donner des contours plus précis à cet éditeur, : 
Né d'Antoine-Joseph Gauché, tonnelier et Marie-Joséphine Baudon. Ses prénom de naissance précisent bien « Jules-Eugène », mais c'est sous celui de Jules ou de Julien qu'il apparaît ensuite dans tous les actes civils le concernant. Vers 1898, à Malakoff, rue Danicourt, il est employé dans l'imprimerie d'Angélina Leboucher, née le 22 juillet 1872 à Paris, veuve d'un imprimeur, Jules [Bernard] Mamet. En 1904, le couple donne naissance à René Ulysse Charles Leboucher, que Gauché reconnut comme son fils en 1920 seulement. En 1907, Gauché et Leboucher sont de façon certaine l'éditeur des Onze Mille Verges, désormais attribué à Guillaume Apollinaire. Outre cet ouvrage, Dutel estime à près d'une centaine le volume de production. Les textes ne sont pas illustrés. Le 4 novembre 1918, Angélina Leboucher meurt à Malakoff, avec pour témoin Gauché, mentionné comme imprimeur et proche de la défunte. Vers 1920, le jeune Henri Michaux qui travaille pour Charles Carrington, témoigne du passage dans la librairie de Gauché, équipé d'une valise contenant ses ouvrages, agissant comme un colporteur, fait que confirme également John Glassco. C'est d'ailleurs sous la mention d'« employé de commerce » qu'il est déclaré mort le 19 août 1922, habitant toujours rue Danicourt,.

## Marques d'édition fantaisistes
Ces mentions clandestines figurent parfois sur la page de titre des ouvrages. Elles permettent de protéger l'éditeur de poursuites :
- Printed for the Erotica Biblion Society of London and New York [1898]
- G. Lebaucher, libraire-éditeur, Montréal (Canada)
- Maison Mystère
- Imprimerie Galante
- Londres, Searing Brothers, Perrystreet 412
- Lisbone, Chez Antonio da Boa-Vista
- Musée secret du bibliophile anglais